# Llista de topònims de Siurana
Llista de topònims (noms propis de lloc) del municipi de Siurana, a l'Alt Empordà
Informació actualitzada per un bot. Els canvis manuals es perdran quan s'actualitzi!

## casa
| imatge | Nom                    | Ubicat a | instància de | Detalls                                  | coordenades                                                              | Protecció                                  | Commons (més fotos)    | Dades a WD                    |
| ------ | ---------------------- | -------- | ------------ | ---------------------------------------- | ------------------------------------------------------------------------ | ------------------------------------------ | ---------------------- | ----------------------------- |
|        | Cal Robusto            | Siurana  | casa         | Estil: arquitectura popular 12nd century | 42° 12′ 33″ N, 3° 00′ 22″ E / 42.209246°N,3.006078°E ca:Veïnat de Baseia | bé integrant del patrimoni cultural català |                        | Modifica les dades a Wikidata |
|        | Portal Pes de la Llana | Siurana  | casa         | Estil: arquitectura gòtica               | 42° 12′ 36″ N, 2° 59′ 43″ E / 42.209931°N,2.995223°E                     | bé integrant del patrimoni cultural català | Portal Pes de la Llana | Modifica les dades a Wikidata |

## masia
| imatge | Nom                     | Ubicat a | instància de | Detalls                                         | coordenades                                                             | Protecció                                  | Commons (més fotos)   | Dades a WD                    |
| ------ | ----------------------- | -------- | ------------ | ----------------------------------------------- | ----------------------------------------------------------------------- | ------------------------------------------ | --------------------- | ----------------------------- |
|        | Can Gallina             | Siurana  | masia        |                                                 | 42° 13′ 07″ N, 3° 00′ 58″ E / 42.2185664601548°N,3.01624792590854°E     |                                            |                       | Modifica les dades a Wikidata |
|        | Can Janot               | Siurana  | masia        |                                                 | 42° 12′ 09″ N, 2° 59′ 51″ E / 42.20245417°N,2.99755833°E 42 msnm        |                                            |                       | Modifica les dades a Wikidata |
|        | Can Navata              | Siurana  | masia        |                                                 | 42° 13′ 05″ N, 3° 01′ 19″ E / 42.218153470061°N,3.0218904272116°E       |                                            |                       | Modifica les dades a Wikidata |
|        | Can Palol               | Siurana  | masia        |                                                 | 42° 12′ 43″ N, 2° 59′ 44″ E / 42.2118938341767°N,2.9955295648177°E      |                                            |                       | Modifica les dades a Wikidata |
|        | Can Renard              | Siurana  | masia        |                                                 | 42° 13′ 08″ N, 2° 59′ 20″ E / 42.2187742193888°N,2.98890145493723°E     |                                            |                       | Modifica les dades a Wikidata |
|        | Can Xom                 | Siurana  | masia        |                                                 | 42° 12′ 26″ N, 3° 01′ 06″ E / 42.207346610072°N,3.0182524906428°E       |                                            |                       | Modifica les dades a Wikidata |
|        | Mas Bordes              | Siurana  | masia        |                                                 | 42° 11′ 57″ N, 2° 59′ 36″ E / 42.19904167°N,2.99330278°E                |                                            |                       | Modifica les dades a Wikidata |
|        | Mas Fideuer             | Siurana  | masia        | Estil: arquitectura popular                     | 42° 13′ 10″ N, 3° 00′ 12″ E / 42.219455°N,3.003395°E                    | bé integrant del patrimoni cultural català |                       | Modifica les dades a Wikidata |
|        | Mas Margall             | Siurana  | masia        | Estil: arquitectura popular 18th century        | 42° 12′ 40″ N, 2° 59′ 44″ E / 42.211007°N,2.995447°E ca:C. de Baix      | bé integrant del patrimoni cultural català | Mas Margall (Siurana) | Modifica les dades a Wikidata |
|        | Mas Nou de Púdol        | Siurana  | masia        |                                                 | 42° 13′ 16″ N, 3° 00′ 36″ E / 42.2211519863712°N,3.0100326856875°E      |                                            |                       | Modifica les dades a Wikidata |
|        | Mas Pastells            | Siurana  | masia        |                                                 | 42° 12′ 42″ N, 3° 01′ 30″ E / 42.211738°N,3.024957°E                    |                                            |                       | Modifica les dades a Wikidata |
|        | Mas Púdol               | Siurana  | masia        |                                                 | 42° 13′ 09″ N, 3° 00′ 28″ E / 42.2191077240288°N,3.00781506466825°E     |                                            |                       | Modifica les dades a Wikidata |
|        | Mas Serra               | Siurana  | masia        |                                                 | 42° 12′ 56″ N, 3° 00′ 35″ E / 42.215453270172°N,3.00977392847°E         |                                            |                       | Modifica les dades a Wikidata |
|        | Mas Xoni                | Siurana  | masia        |                                                 | 42° 12′ 26″ N, 3° 00′ 58″ E / 42.2072004827885°N,3.01614810020505°E     |                                            |                       | Modifica les dades a Wikidata |
|        | Mas al veïnat de Baseia | Siurana  | masia        | Estil: arquitectura popular 16th century        | 42° 12′ 35″ N, 3° 00′ 20″ E / 42.20971°N,3.005605°E ca:Veïnat de Baseia | bé integrant del patrimoni cultural català | Mas Floreta           | Modifica les dades a Wikidata |
|        | el Mas Nou              | Siurana  | masia        |                                                 | 42° 12′ 57″ N, 3° 00′ 10″ E / 42.2157756163564°N,3.00277450500565°E     |                                            |                       | Modifica les dades a Wikidata |
|        | l'Onzena                | Siurana  | masia        |                                                 | 42° 12′ 33″ N, 3° 01′ 36″ E / 42.209146198023°N,3.026733061302°E        |                                            |                       | Modifica les dades a Wikidata |
|        | la Brava                | Siurana  | masia        | Estil: arquitectura gòtica arquitectura popular | 42° 11′ 58″ N, 3° 00′ 12″ E / 42.199434°N,3.003333°E 40 msnm            | bé integrant del patrimoni cultural català | Mas la Brava          | Modifica les dades a Wikidata |

## molí d'aigua
| imatge | Nom                        | Ubicat a | instància de | Detalls                                  | coordenades                                                                 | Protecció                                  | Commons (més fotos)        | Dades a WD                    |
| ------ | -------------------------- | -------- | ------------ | ---------------------------------------- | --------------------------------------------------------------------------- | ------------------------------------------ | -------------------------- | ----------------------------- |
|        | Carcabà del Molí de Ribera | Siurana  | molí d'aigua | Estil: arquitectura popular 16th century | 42° 12′ 36″ N, 2° 59′ 26″ E / 42.209944°N,2.990607°E ca:Mas el Molí 28 msnm | bé integrant del patrimoni cultural català | Carcabà del Molí de Ribera | Modifica les dades a Wikidata |
|        | Molí d'en Biell            | Siurana  | molí d'aigua | Estil: arquitectura popular 18th century | 42° 12′ 27″ N, 3° 00′ 56″ E / 42.207489°N,3.015636°E ca:Veïnat de Baseia    | bé integrant del patrimoni cultural català |                            | Modifica les dades a Wikidata |

## Misc
| imatge | Nom                            | Ubicat a | instància de                                                                   | Detalls                                           | coordenades                                                                                         | Protecció                                            | Commons (més fotos)              | Dades a WD                    |
| ------ | ------------------------------ | -------- | ------------------------------------------------------------------------------ | ------------------------------------------------- | --------------------------------------------------------------------------------------------------- | ---------------------------------------------------- | -------------------------------- | ----------------------------- |
|        | Baseia                         | Siurana  | nucli de població                                                              |                                                   | 42° 12′ 32″ N, 3° 00′ 23″ E / 42.20881°N,3.00628°E ca:Ctra 6228, a mig km de Siurana                |                                                      |                                  | Modifica les dades a Wikidata |
|        | Castell de Siurana             | Siurana  | castell                                                                        |                                                   | 42° 12′ 33″ N, 2° 59′ 41″ E / 42.209222°N,2.994647°E ca:Al darrere de l'església de Siurana 32 msnm | bé d'interès cultural bé cultural d'interès nacional | Castell de Siurana (Alt Empordà) | Modifica les dades a Wikidata |
|        | Pou de glaç del Molí de Ribera | Siurana  | pou de neu                                                                     | Estil: arquitectura popular 17th century          | 42° 12′ 35″ N, 2° 59′ 25″ E / 42.209777°N,2.990383°E ca:Mas el Molí 28 msnm                         | bé integrant del patrimoni cultural català           | Pou de glaç del Molí de Ribera   | Modifica les dades a Wikidata |
|        | Santa Coloma de Siurana        | Siurana  | església                                                                       | Estil: arquitectura romànica arquitectura popular | 42° 12′ 34″ N, 2° 59′ 41″ E / 42.2095°N,2.99461°E 33 msnm                                           | bé integrant del patrimoni cultural català           | Santa Coloma de Siurana          | Modifica les dades a Wikidata |
|        | Serrat de la Violeta           | Siurana  | serra                                                                          |                                                   | 42° 12′ 16″ N, 2° 59′ 36″ E / 42.20441111°N,2.99341111°E                                            |                                                      |                                  | Modifica les dades a Wikidata |
|        | Siurana                        | Siurana  | entitat singular de població ens local històric de Catalunya capital municipal | 177 hab                                           | 42° 12′ 35″ N, 2° 59′ 39″ E / 42.209611°N,2.994103°E 30 msnm                                        |                                                      |                                  | Modifica les dades a Wikidata |
|        | bassa de Mas Pastells          | Siurana  | zona humida                                                                    | Superfície: 5.5ha                                 | 42° 12′ 40″ N, 3° 01′ 24″ E / 42.211°N,3.0233°E                                                     |                                                      |                                  | Modifica les dades a Wikidata |
|        | casa consistorial de Siurana   | Siurana  | casa consistorial                                                              |                                                   | 42° 12′ 35″ N, 2° 59′ 38″ E / 42.2095918°N,2.9937641°E                                              |                                                      |                                  | Modifica les dades a Wikidata |
|        | creu de la Santa Missió        | Siurana  | creu monumental creu de la Santa Missió                                        | Estil: arquitectura popular 20th century          | 42° 12′ 33″ N, 2° 59′ 41″ E / 42.209088°N,2.994587°E ca:C. del Pont                                 | bé integrant del patrimoni cultural català           |                                  | Modifica les dades a Wikidata |
|        | font Rovellada                 | Siurana  | font                                                                           |                                                   | 42° 12′ 23″ N, 2° 59′ 22″ E / 42.2064085804658°N,2.98949720327407°E                                 |                                                      |                                  | Modifica les dades a Wikidata |